# Johann Kaspar Löscher
Johann Kaspar Löscher (* Januar 1677 in Erfurt; † 12. Juli 1751 in Leisnig) war ein deutscher evangelischer Theologe.

## Leben
Johann Kaspar Löscher, Sohn des Caspar Löscher und seiner zweiten Frau Cleopha Salome Sittig, wurde am 27. Januar 1677 in der Erfurter Predigerkirche getauft. Er begann am 4. April 1694 ein Studium an der Universität Wittenberg. Am 29. April 1697 erwarb er den akademischen Grad eines Magisters der Philosophie und wurde am 18. Oktober 1701 als Adjunkt in die philosophische Fakultät der Wittenberger Akademie aufgenommen. 1703 wechselte er als Oberpfarrer nach Lausigk, absolvierte im Sommersemester 1709 in Wittenberg das Lizentiat der Theologie und wurde im Folgejahr  Superintendent in Rochlitz. Nachdem er am 2. Oktober 1711 zum Doktor der Theologie promoviert wurde, übernahm er die Superintendentur in Leisnig.

## Werkauswahl
1. Diss. Animae separatae statura non esse violentem. Wittenberg 1701
2. Observationes selectae Fasciculus I et II. Leipzig 1703
3. Parergorum sacrorum Exerciationum Decades XII. Altenburg und Rochlitz 1705–1719
4. Memoria Christiani Daumii. Altenburg und Rochlitz 1710
5. Curieuses Verzeichniss Durchlauchtiger Personen, die sich in den theologischen Wissenschaften hervorgethan. Altenburg und Rochlitz 1713
6. Merita Theologorum in rem litterariam. Pars I Acc. de Patrum Ecclesiae in bonas liiteras meritis. Rochlitz 1720
7. De Patrum Africanorum meritis singularibus Liber I. Rochlitz 1722
8. Schauplatz heiliger Berge.  2 Teile, Rochlitz 1728